# Copernicia gigas
Copernicia gigas är en enhjärtbladig växtart som beskrevs av Erik Leonard Ekman och Karl Ewald Maximilian Burret. Copernicia gigas ingår i släktet Copernicia och familjen Arecaceae. IUCN kategoriserar arten globalt som sårbar. Inga underarter finns listade i Catalogue of Life.